# St. Heinrich (Horbach)

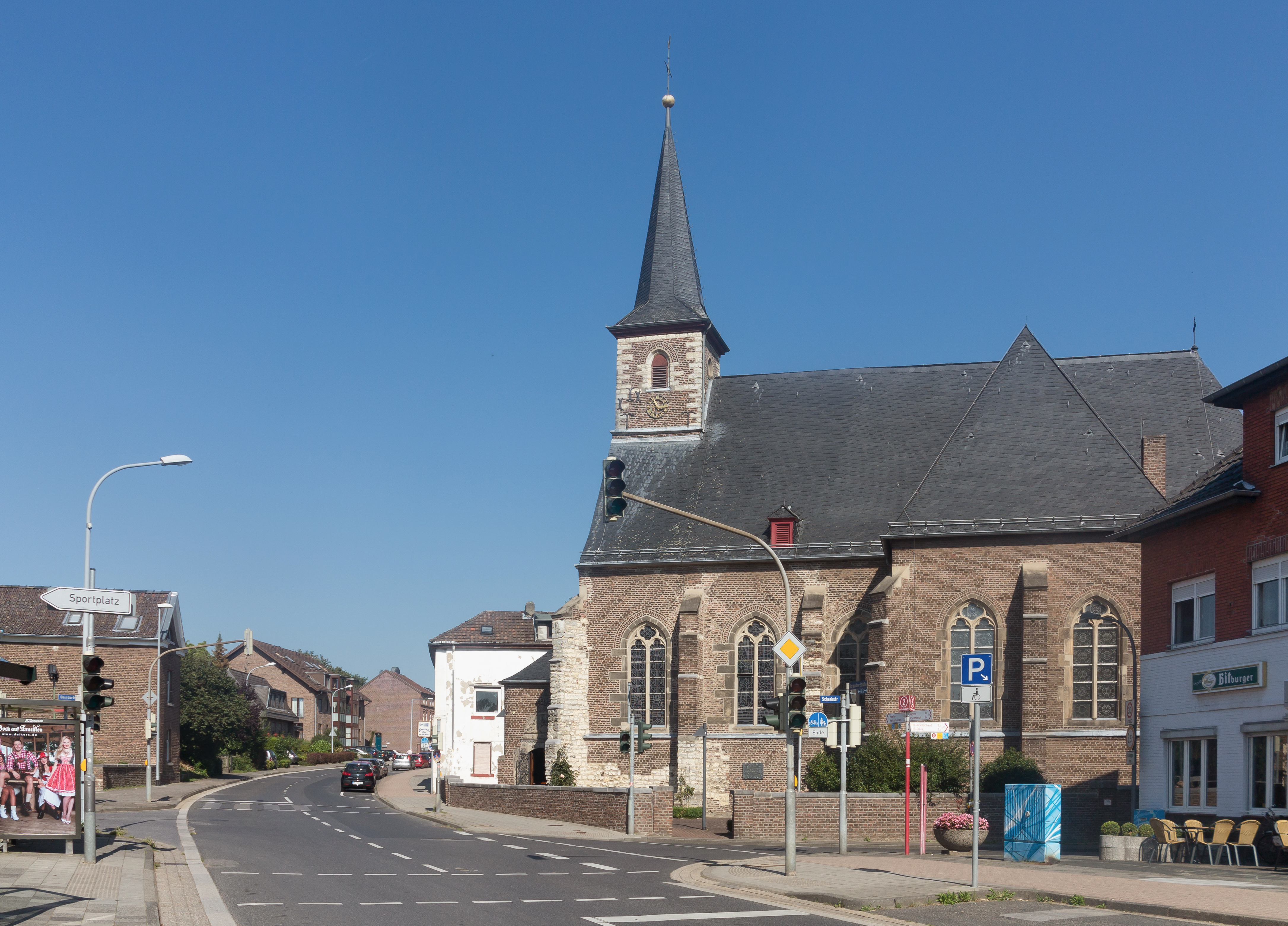
St. Heinrich in Horbach

St. Heinrich ist eine römisch-katholische Pfarrkirche in Horbach, einem Stadtteil der Stadt Aachen in der Städteregion Aachen in Nordrhein-Westfalen.
Die Kirche ist als Baudenkmal in die Liste der Baudenkmäler in Aachen eingetragen. Zur Pfarre gehören neben Horbach auch Forsterheide, Frohnrath, Geuchterhof, Haus Heyden und die Obermühle.

## Geschichte
Kirchlich gehörte der Ort Horbach zur Pfarre Laurensberg, seit etwa 1000 zur Pfarre Richterich, die von 1300 bis 1800 mit der Pfarre Laurensberg durch Personalunion verbunden war. Die erste Kapelle erhielt der Ort im 15. Jahrhundert. Sie war in Vetschauer Sandsteinen im spätgotischen Stil erbaut. Diese Kapelle wurde 1579 im Spanisch-Niederländischen Krieg in Brand gesteckt und größtenteils zerstört. 53 Jahre lag die Kapelle in Schutt und Trümmern, da ließ im Jahre 1632, also mitten im Dreißigjährigen Krieg, Wilhelm der III. von Bongart, Herr zu Heyden (1615–1633), wohl sicher auf die Initiative und mit der Unterstützung seines Bruders Johann Heinrich, der Domherr und Kantor zu Trier war, die Kapelle bestehend aus Langschiff und Chor im gotischen Stil, wieder aufbauen. Gleichzeitig oder später wurde ihr die Eingangshalle vorgelegt. Seitdem hatte Horbach einen eigenen Geistlichen. Johann Heinrich von Bongart setzte in seinem Testament vom 20. November – er starb zu Trier am 10. November 1636 – die Horbacher Kapelle zu seiner Universalerbin ein und bestimmte, dass aus seinem Nachlass der Rektor (Kaplan) der Kapelle unterhalten werde. Gleichzeitig bestimmte er, dass die Kapelle, die er als Muttergotteskapelle bezeichnete, unter Anrufung der Heiligen Jungfrau Maria, der hl. Anna, des hl. Kaisers Heinrich dem II. und des Wilhelm von Aquitanien geweiht, und die Kirchweihe am 13. Juli, dem Feste des hl. Heinrich, gefeiert werden sollte. So wurde mit der Zeit aus der Kapelle zu Ehren der allerheiligsten Jungfrau Maria eine Kapelle zu Ehren des hl. Heinrich.
Der erste Rektor der Kapelle war Johann Jakob Beck aus Bingen, Amtsantritt am 5. September 1652, der durch Johann Heinrich von Bongart nach Horbach gekommen war. Die 1632 errichtete Kapelle war, nachdem Horbach 1804 zur Pfarre erhoben wurde, zu klein. Der erste Pfarrer ließ deshalb 1805 den großen barocken Hauptaltar durch einen kleineren ebenfalls barocken ersetzten, um Raum zu gewinnen. Eine Sakristei war nicht vorhanden. Da jedoch die Bevölkerung allmählich weiter stieg, und auch viele Besucher aus den Niederlanden nach Horbach kamen, wurde eine Erweiterung der Kapelle unumgänglich. Als Pfarrer Gieren 1844 nach Horbach versetzt wurde, begann die Gemeinde Geld zu sammeln. Bauholz und Bodenbelag stiftete Freiherr Ferdinant von Bongart zu Pfaffendorf, das erstere aus seinen Horbacher Waldungen. 1846 genehmigte der Erzbischof die Erweiterung. Der alte Chor wurde abgebrochen und 1847 konnte das heutige Querschiff und der neue Chor auf dem alten Kirchhof vollendet werden. Die Pläne dazu lieferte der Architekt Friedrich Klausener aus dem Burtscheider Zweig der Familie Klausener. Die feierliche Kirchweihe war am 11. Juni 1854.

## Baubeschreibung
St. Heinrich ist eine einschiffige Kirche aus Backsteinen mit Bruchsteinsockel im Stil der Nachgotik und Renaissance mit neugotischem Querschiff und fünfseitig geschlossenem Chor.

### Renaissanceportal

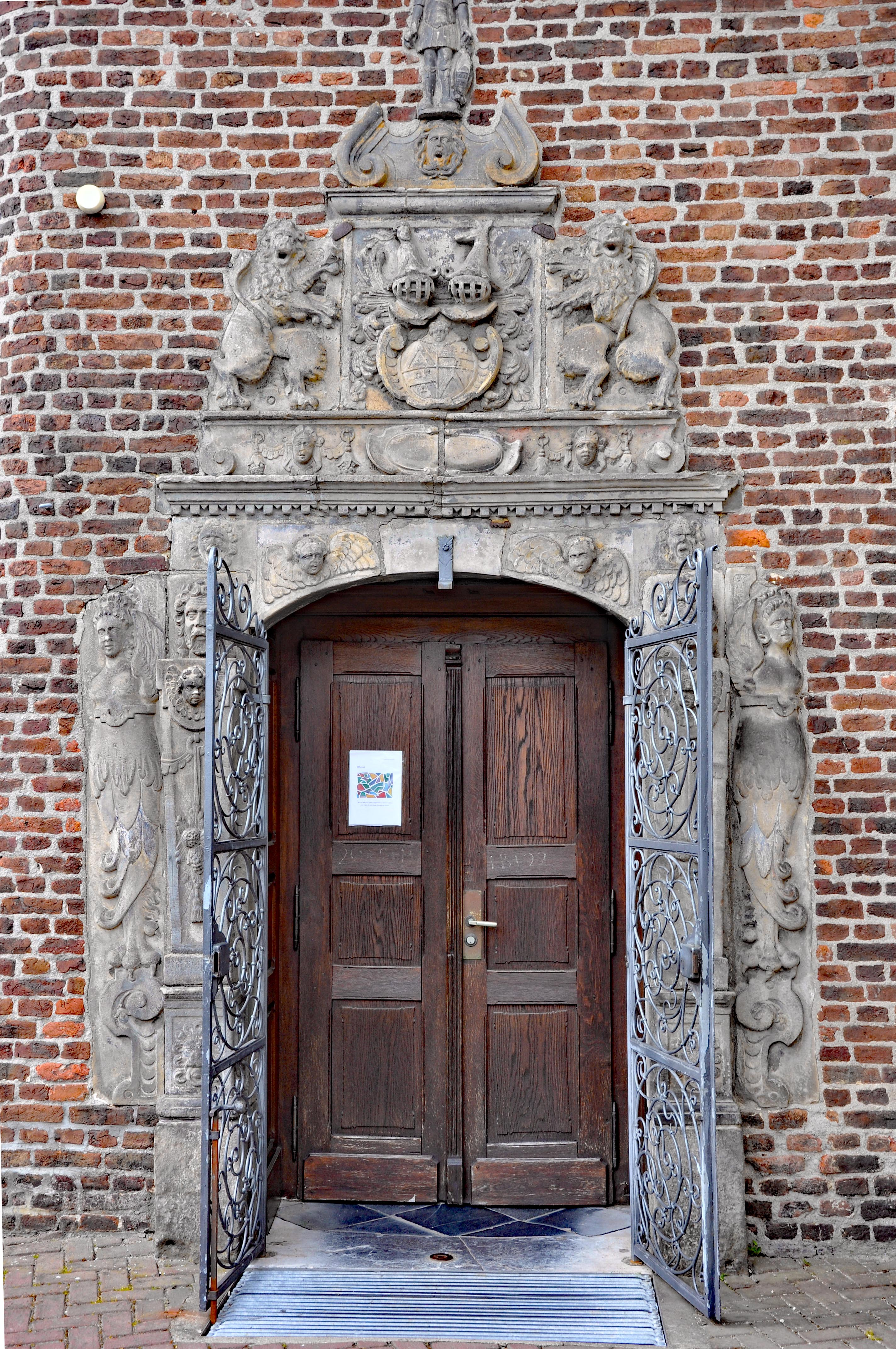
Hauptportal im Stil der Renaissance

Über das prachtvolle Renaissanceportal an der Eingangshalle heißt es in der Zeitschrift „Kunstdenkmäler“ aus dem Jahr 1912: 

„Das reich dekorierte Portal der Südseite, angeblich von Haus Heyden stammend, zeigt seitliche Hermen (Pfeiler/Säulen) mit dekoriertem Schaft und Harpyien (Wappentier); über dem Sturtz mit Puttenköpfen ein Kranzgesims. Den Aufsatz bilden über einem mit Kartusche und Masken geschmückten Fries zwei Löwen mit dem Doppelwappen der von Bongarts. Auf dem gebrochenen Abschlussgiebel mit Medusenhaupt ein Ritter mit dem Wappenschild ebenfalls der von Bongarts. Hübsche, wenn auch derbere Sandsteinarbeit mit Niederländischem Charakter vom Anfang des 17. Jahrhunderts.“

Es ist nachgewiesen, dass die Entstehung des Portals in die Zeit von 1590 bis 1610 fällt, und dass als Auftraggeber Wilhelm, Herr zu Heyden (1596 bis 1615), der als Staatsmann und Diplomat bekannt wurde in Frage kommt. Dass das Portal für die Hochburg von Heyden bestimmt und dort vermutlich den Eingang zu dem mächtigen Wohnturm geschmückt hat, wo jetzt die große Öffnung in der Südwestecke des ersten Geschosses den alten Eingang vermuten lässt, ist nicht genau zu sagen. Diese Hochburg wurde während der französischen Raubkriege zerstört, und man entschloss sich, sie ihrem Schicksal zu überlassen, offenbar, weil die Familie es vorzog, auf ihren anderen prächtigen Besitzungen zu wohnen und nur die zum Betriebe der Landwirtschaft notwendigen Wirtschaftsgebäude, die beiden Vorburgen, notdürftig wiederherzustellen. Die noch übrig gebliebenen Reste an Steinmetzarbeiten von künstlerischem Wert, wurden an den beiden Vorburgen eingemauert. Diese Arbeiten fallen in die Regierungszeit des Freiherrn Carl Lothar Melchior Adolf von Bongart (1674–1694), eines Urenkels des mutmaßlichen Erbauers des Renaissanceportals und letzten Bongart der Heydener Linie. Dieser Carl Lothar ist es höchstwahrscheinlich gewesen, der das prächtige Portal der Kirche in Horbach zur Verschönerung und gleichzeitig zur pietätvollen Erinnerung an seine Vorfahren überwiesen hat. Darum möchte ich auch annehmen, dass die Eingangshalle erst bei dieser Gelegenheit (etwa 1691) angefügt wurde, da das Mauerwerk auch einer jüngeren Entstehungszeit als die Giebelmauer verrät und eigens Ecken zur Aufnahme von zwei Säulenfüßen aus der zerstörten Burg ausgebaut sind. Durch dieses Handeln ist der Horbacher Dorfkirche eines der im Aachener Land seltenen Renaissancedenkmäler geschenkt worden.

## Ausstattung
In der Kirche hat sich eine neugotische Ausstattung erhalten. Der Hochaltar und die beiden Seitenaltäre wurden von der Firma Reiners aus Aachen um das Jahr 1868 erstellt. Die Fenster im Querschiff stammen noch aus dem Jahr 1886 und die Fenster in Langhaus und Chor sind Werke von Hans Zepter aus den Jahren 1933 und 1937.
In der Kirche befindet sich weiterhin eine Reliquie des hl. Heinrich, die die Pfarre 1874 vom Erzbistum Bamberg erhalten hat.

## Pfarrer
Folgende Priester wirkten bislang als Pfarrer an St. Heinrich:
| von – bis | Name                                |
| --------- | ----------------------------------- |
| 1871–1886 | Karl Engelbert Keuthen              |
| 1887–1894 | Franz Arnold Freihen                |
| 1895–1914 | Nikolaus Eschenbrücher              |
| 1914–1919 | Peter Hugo Husten                   |
| 1919–1932 | Franz Uhlenbrock                    |
| 1932–1960 | Reiner Klein                        |
| 1960–1984 | Ludwig Kaiser                       |
| 1984–1991 | Josef Kleynen                       |
| 1991–1997 | Claus-Günter Bütow                  |
| 1997–2021 | Josef Voß                           |
| 2021–2023 | Thorsten Aymanns                    |
| 2023–2024 | Josef Wolff                         |
| Seit 2024 | Frank Hendriks (Pfarradministrator) |